# 이야히코 신사

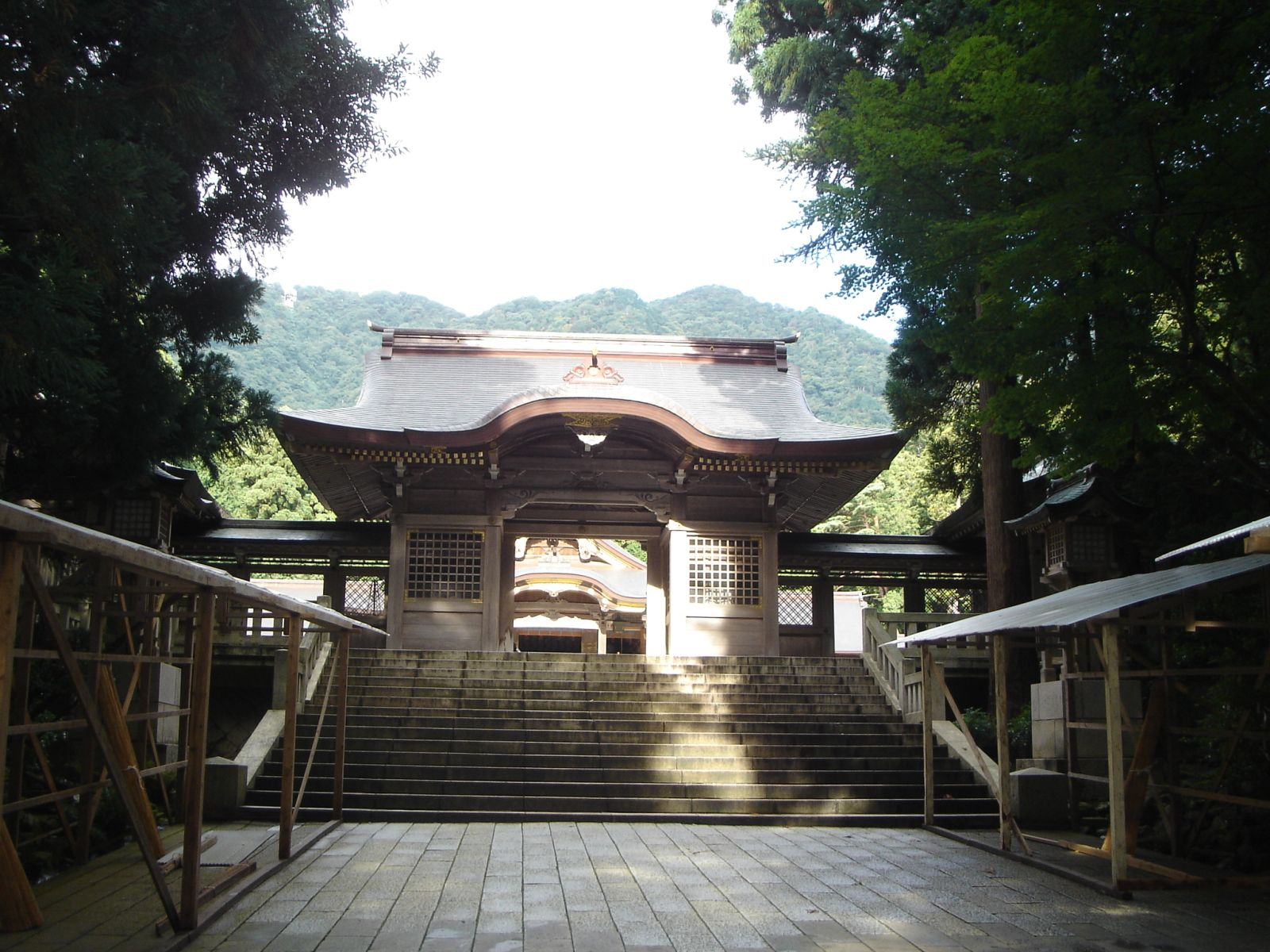
이야히코 신사

이야히코 신사(일본어: 彌彦神社 이야히코진쟈[*])은 니가타현 니시칸바라군 야히코촌에 위치한 신사이다. 일반적으로 야히코 신사라고도 불린다. 야히코 산 기슭에 있으며, 산 전체를 신역으로 한다. 만요슈에도 등장하는 신사이기도 하다.
1956년 새해맞이 압사 사고로 124명이 사망, 80여명을 부상했다.

## 같이 보기
- 이치노미야